# Governo Əsədov
Il Governo Əsədov è il 9º governo dell'Azerbaigian, in carica dal 16 febbraio 2024. Si è formato in seguito alle elezioni presidenziali del 2024, che hanno visto la vittoria del presidente in carica İlham Əliyev, il quale ha affidato nuovamente l'incarico di Primo ministro ad Əli Əsədov.
Secondo la Costituzione azera, il Presidente della Repubblica ricopre un ruolo più importante del Primo ministro, rappresentando quindi il potere esecutivo in Azerbaigian e influenzando ampiamente le decisioni del Governo stesso.

## Compagine di governo

### Appartenenza politica
L'appartenenza politica dei membri del Governo al momento del giuramento era la seguente:
| Partito | Partito                       | Primo ministro | Vice primi ministri | Ministri | Altre cariche | Totale |
| ------- | ----------------------------- | -------------- | ------------------- | -------- | ------------- | ------ |
|         | Partito del Nuovo Azerbaigian | 1              | 3                   | 2        | 3             | 9      |
|         | Indipendenti                  | -              | -                   | 14       | 12            | 26     |
| Totale  | Totale                        | 1              | 3                   | 16       | 15            | 35     |

L'appartenenza politica dei membri del Governo attualmente è la seguente:
| Partito | Partito                       | Primo ministro | Vice primi ministri | Ministri | Altre cariche | Totale |
| ------- | ----------------------------- | -------------- | ------------------- | -------- | ------------- | ------ |
|         | Partito del Nuovo Azerbaigian | 1              | 2                   | 1        | 4             | 8      |
|         | Indipendenti                  | -              | 1                   | 15       | 12            | 28     |
| Totale  | Totale                        | 1              | 3                   | 16       | 16            | 36     |

### Provenienza geografica
La provenienza geografica dei membri del Governo alla sua formazione si può così riassumere:
| Regioni            | Primo ministro | Vice primi ministri | Ministri | Altre cariche |
| ------------------ | -------------- | ------------------- | -------- | ------------- |
| Baku               | 1              | -                   | 11       | 8             |
| Aran centrale      | -              | 1                   | -        | -             |
| Naxçıvan           | -              | -                   | 2        | 3             |
| Abşeron-Xızı       | -              | -                   | 1        | 1             |
| Zəngəzur orientale | -              | -                   | 1        | 1             |
| Lənkəran-Astara    | -              | -                   | 1        | -             |
| Alto Şirvan        | -              | -                   | -        | 1             |
| Qarabağ            | -              | -                   | -        | 1             |
| Estero             | -              | 2                   | -        | -             |

## Composizione
Il Governo è composto da 20 ministri (compresi il Primo ministro e i suoi vice) e da altre 16 figure fra presidenti di comitati e di agenzie e capi di servizi, per un totale di 36 membri.
| Presidenza del Governo                                                                      | Presidenza del Governo   | Presidenza del Governo               | Presidenza del Governo                            |
| Carica                                                                                      | Titolare                 | Titolare                             | Titolare                                          |
| ------------------------------------------------------------------------------------------- | ------------------------ | ------------------------------------ | ------------------------------------------------- |
| Primo ministro                                                                              |                          |                                      | Əli Əsədov (YAP)                                  |
| Primo vice primo ministro                                                                   |                          |                                      | Yaqub Eyyubov (YAP)                               |
| Vice primo ministro                                                                         |                          |                                      | Şahin Mustafayev (YAP)                            |
| Vice primo ministro                                                                         |                          | Əli Əhmədov (YAP) Fino al 23/09/2024 |                                                   |
| Vice primo ministro                                                                         |                          | Samir Şərifov (Ind.) Dal 10/01/2025  |                                                   |
| Ministeri                                                                                   |                          |                                      |                                                   |
| Ministero                                                                                   | Titolare                 | Titolare                             | Titolare                                          |
| Affari interni                                                                              |                          |                                      | Vilayət Eyvazov (Ind.)                            |
| Ecologia e risorse naturali                                                                 |                          |                                      | Muxtar Babayev (YAP) Fino al 05/02/2025           |
| Ecologia e risorse naturali                                                                 | vacante (dal 05/02/2025) |                                      |                                                   |
| Scienza e istruzione                                                                        |                          |                                      | Emin Əmrullayev (Ind.)                            |
| Energia                                                                                     |                          |                                      | Pərviz Şahbazov (Ind.)                            |
| Giustizia                                                                                   |                          |                                      | ad interim Azər Cəfərov (Ind.) Fino al 27/02/2024 |
| Giustizia                                                                                   |                          | Fərid Əhmədov (Ind.) Dal 27/02/2024  |                                                   |
| Lavoro e protezione sociale della popolazione                                               |                          |                                      | Sahil Babayev (YAP) Fino al 06/02/2025            |
| Lavoro e protezione sociale della popolazione                                               |                          | Anar Əliyev (Ind.) Dal 07/02/2025    |                                                   |
| Situazioni di emergenza                                                                     |                          |                                      | Kəmaləddin Heydərov (Ind.)                        |
| Gioventù e sport                                                                            |                          |                                      | Fərid Qayıbov (Ind.)                              |
| Affari esteri                                                                               |                          |                                      | Ceyhun Bayramov (Ind.)                            |
| Economia                                                                                    |                          |                                      | Mikayıl Cabbarov (Ind.)                           |
| Agricoltura                                                                                 |                          |                                      | Məcnun Məmmədov (Ind.)                            |
| Finanze                                                                                     |                          |                                      | Samir Şərifov (Ind.) Fino al 10/01/2025           |
| Finanze                                                                                     |                          | Sahil Babayev (YAP) Dal 06/02/2025   |                                                   |
| Cultura                                                                                     |                          |                                      | Adil Kərimli (Ind.)                               |
| Difesa                                                                                      |                          |                                      | Zakir Həsənov (Ind.)                              |
| Industria della difesa                                                                      |                          |                                      | Vüqar Mustafayev (Ind.)                           |
| Sviluppo digitale e trasporti                                                               |                          |                                      | Rəşad Nəbiyev (Ind.)                              |
| Salute                                                                                      |                          |                                      | Teymur Musayev (Ind.)                             |
| Comitati, servizi, agenzie e dipartimenti                                                   |                          |                                      |                                                   |
| Carica                                                                                      | Titolare                 | Titolare                             | Titolare                                          |
| Presidente del Comitato di Stato per le questioni della famiglia, della donna e del bambino |                          |                                      | Bahar Muradova (YAP)                              |
| Presidente del Comitato di Stato per gli affari della diaspora                              |                          |                                      | Fuad Muradov (Ind.)                               |
| Presidente del Comitato di Stato per il lavoro con le organizzazioni religiose              |                          |                                      | ad interim Səyyad Aran (YAP) Fino all'08/04/2024  |
| Presidente del Comitato di Stato per il lavoro con le organizzazioni religiose              |                          | Ramin Məmmədov (YAP) Dall'08/04/2024 |                                                   |
| Presidente del Comitato statale delle dogane                                                |                          |                                      | Şahin Bağırov (Ind.)                              |
| Capo del Servizio di frontiera di Stato                                                     |                          |                                      | Elçin Quliyev (Ind.)                              |
| Presidente del Comitato statale di statistica                                               |                          |                                      | Tahir Budaqov (YAP)                               |
| Presidente del Comitato statale per l’urbanistica e l’architettura                          |                          |                                      | Anar Quliyev (Ind.)                               |
| Presidente del Comitato statale per gli affari dei rifugiati e degli sfollati interni       |                          |                                      | Rövşən Rzayev (Ind.)                              |
| Capo del Servizio statale per la migrazione                                                 |                          |                                      | Vüsal Hüseynov (YAP)                              |
| Capo del Servizio di sicurezza di Stato                                                     |                          |                                      | Əli Nağıyev (Ind.)                                |
| Capo del Servizio di intelligence estera                                                    |                          |                                      | Orxan Sultanov (Ind.)                             |
| Capo del Servizio statale per la mobilitazione e la coscrizione militare                    |                          |                                      | Mürsəl İbrahimov (Ind.)                           |
| Presidente dell’Agenzia statale delle risorse idriche                                       |                          |                                      | Zaur Mikayılov (Ind.)                             |
| Presidente dell’Agenzia statale del turismo                                                 |                          |                                      | Fuad Nağıyev (Ind.)                               |
| Presidente dell’Agenzia per la sicurezza alimentare                                         |                          |                                      | Qoşqar Təhməzli (Ind.)                            |
| Capo dell’Amministrazione degli archivi nazionali                                           |                          |                                      | Əsgər Rəsulov (Ind.)                              |

### Bibliografiche
1. ↑  (AZ) Azərbaycan Respublikası Nazirlər Kabinetinin yeni tərkibi haqqında Azərbaycan Respublikası Prezidentinin Sərəncamı » Azərbaycan Prezidentinin Rəsmi internet səhifəsi, su president.az. URL consultato il 19 agosto 2025.
2. ↑  (EN) Cabinet of Ministers of the Republic of Azerbaijan, su nk.gov.az. URL consultato il 19 agosto 2025.
3. 1 2  (AZ) Samir Şərifov maliyyə naziri vəzifəsindən azad edilib, Baş nazirin müavini təyin olunub, su Report İnformasiya Agentliyi, 10 gennaio 2025. URL consultato il 19 agosto 2025.
4. ↑  (AZ) A.M.Cəfərova Azərbaycan Respublikasının ədliyyə naziri vəzifəsinin müvəqqəti icrasının həvalə edilməsi haqqında Azərbaycan Respublikası Prezidentinin Sərəncamı » Azərbaycan Prezidentinin Rəsmi internet səhifəsi, su president.az. URL consultato il 19 agosto 2025.
5. 1 2  (AZ) F.T.Əhmədovun Azərbaycan Respublikasının ədliyyə naziri təyin edilməsi haqqında Azərbaycan Respublikası Prezidentinin Sərəncamı » Azərbaycan Prezidentinin Rəsmi internet səhifəsi, su president.az. URL consultato il 19 agosto 2025.
6. ↑  (AZ) A.R.Əliyevin Azərbaycan Respublikasının əmək və əhalinin sosial müdafiəsi naziri təyin edilməsi haqqında Azərbaycan Respublikası Prezidentinin Sərəncamı » Azərbaycan Prezidentinin Rəsmi internet səhifəsi, su president.az. URL consultato il 19 agosto 2025.
7. ↑  (AZ) S.A.Salahlıya Azərbaycan Respublikası Dini Qurumlarla İş üzrə Dövlət Komitəsi sədri vəzifəsinin müvəqqəti icrasının həvalə edilməsi haqqında Azərbaycan Respublikası Prezidentinin Sərəncamı » Azərbaycan Prezidentinin Rəsmi internet səhifəsi, su president.az. URL consultato il 19 agosto 2025.
8. ↑  (AZ) R.Ə.Məmmədovun Azərbaycan Respublikasının Dini Qurumlarla İş üzrə Dövlət Komitəsinin sədri təyin edilməsi haqqında Azərbaycan Respublikası Prezidentinin Sərəncamı » Azərbaycan Prezidentinin Rəsmi internet səhifəsi, su president.az. URL consultato il 19 agosto 2025.

### Esplicative
1. ↑  Əli Əhmədov e Şahin Mustafayev sono nati in Armenia, allora territorio dell'Unione Sovietica
2. ↑  Già Viceministro della giustizia.
3. ↑  Già Primo vicepresidente del Comitato statale per il lavoro con le organizzazioni religiose.